# تقریب پد
تقریب پد یا تقریب پاده یا تقریب پده (Padé approximant)، بهترین تقریب یک تابع با یک تابع گویا از مرتبه معین است. با این تکنیک، سری توانی تقریب، با سری توانی تابعی که آن را تقریب می‌زنیم مطابقت دارد. این تکنیک در سال ۱۸۹۰ توسط هنری پد (Henri Padé) توسعه داده شد هرچند معرفی ایده این روش و بررسی ویژگی‌های تقریب یک تابع با یک تابع گویا و ویژگی‌های تقریب کسری سری‌های توانی به فروبنیوس (۱۹۱۷-۱۸۴۹) برمی گردد. اغلب اوقات تقریب پد تقریب بهتری در مقایسه با قطع کردن سری تیلور بدست می‌دهد و حتی وقتی که سری تیلور همگرا نباشد تقریب پد ممکن است کارایی داشته باشد. بر همین اساس، از این تقریب در محاسبات کامپیوتری استفاده می‌شود. همچنین از این تقریبات به عنوان تقریبات کمکی در تقریب دیوفانتی و نظریه اعداد متعالی استفاده شده است.